# Hreščatik
Hreščatik je glavna gradska ulica u središtu Kijeva. 
Sve zgrade u ulici Hreščatik uništene su tijekom Drugog svjetskog rata i sadašnje zgrade su stoga izgrađene u poslijeratno vrijeme, a posebno se obnavljalo osamostaljenjem Ukrajine. Hreščatik je široka ulica širine 75-100 metara. Dugačka je 1,2 km.
Duž ulice su uključujući glvani trg - Trg nezavisnosti (Majdan), nekoliko trgovačkih centara i dvije metro stanice. Ulica je važna kao sjedište mnogih administrativnih institucija i poslovnih zgrada te ima mnogo turističkih atrakcija.
Ulica je središnje mjesto za proslave popularnih slavlja kao što su: Dan nezavisnosti (24. kolovoza) i Dan pobjede (9. svibnja).